# Emil Andersen (maler)
 Der er flere personer med dette navn, se Emil Andersen.
Christian Emil Andersen (født 2. december 1817 i København, død 4. december 1845 sammesteds) var en dansk maler.
Emil Andersen kom allerede 1829 på Kunstakademiet, vandt 1835 den lille, 1839 den store sølvmedalje, men konkurrerede 1839, 1841 og 1843 uden held om guldmedaljen; vandt 1841 Den Neuhausenske Præmie for Fremstillingen i Templet. 1842 var han i Paris og München med Edvard Lehmann og Julius Friedlænder. I 1842 udførte en altertavle til Wedel Kirke i Holsten, Kristus i Emaus. Et af hans sidste arbejder, Den barmhjertige Samaritan (1844) hænger på Thorvaldsens Museum. I 1839 malede han et billede, som ved sit lune og en naturlig karakteristik er blevet et af hans populæreste malerier, Familien i Skoven, som overraskes af en pludselig regnbyge.